# Gulfport, Mississippi
Gulfport là một thành phố thủ phủ quận quận Harrison trong tiểu bang Mississippi, Hoa Kỳ. Thành phố có diện tích  km², dân số theo điều tra năm 2000 của Cục điều tra dân số Hoa Kỳ là 67.793 người.
Gulfport là thành phố lớn thứ hai ở Mississippi sau khi thành phố thủ phủ bang Jackson. Đây là thành phố lớn hơn của hai thành phố chính của khu vực thống kê đô thị Gulfport-Biloxi, Mississippi, được bao gồm trong Khu vực kợp Diện tích thống kê Gulfport-Biloxi-Pascagoula, Mississippi. Gulfport là nơi đóng quân của Seabees Hải quân Hoa Kỳ.
Thành phố được phục vụ bởi sân bay quốc tế Gulfport-Biloxi.